# Chinthe
Chinthe je leogrif (levu podobna mitska žival), ki je po navadi prisotna pri vhodih v pagode in templje v Burmi ter drugih jugovzhodno-azijskih državah. Lik je prisoten tudi na kjatu, burmanski valuti. 
Med drugo svetovno vojno so bili britanski činditi poimenovali po tej mitski živali, katero so imeli tudi za svoj simbol.